# Benefizvorstellung

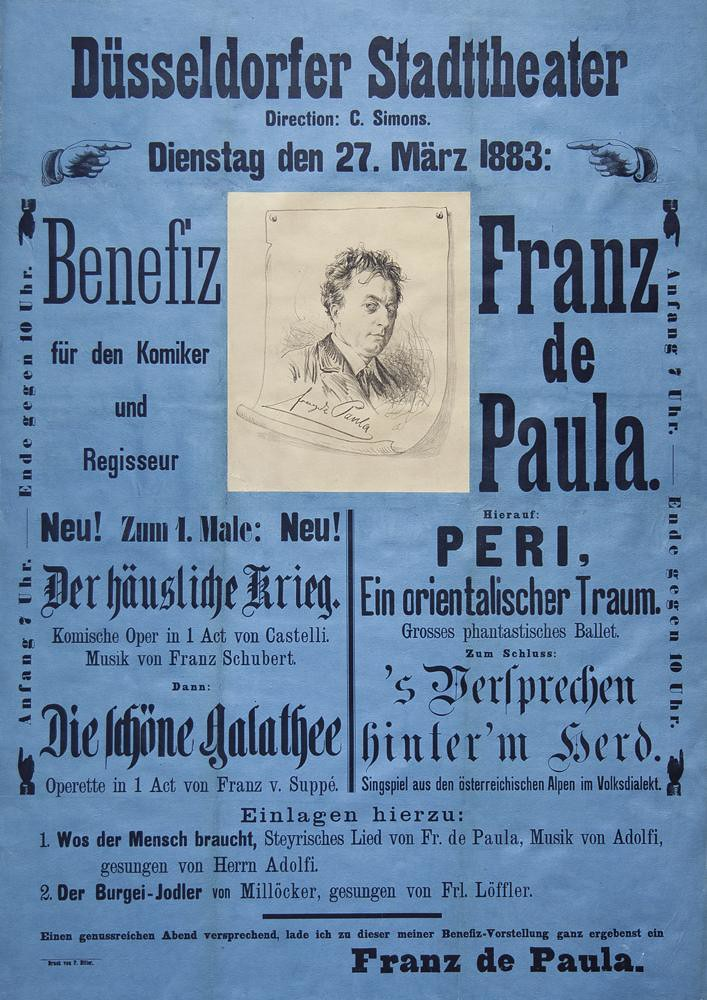
Ankündigung einer Benefizvorstellung zugunsten von Franz de Paula am Stadttheater Düsseldorf (1883)

Eine Benefizvorstellung (lateinisch beneficium „Wohltat, Gefälligkeit“) ist eine Theater- oder Musikaufführung zugunsten von Autoren, Schauspielern, Sängern, Tänzern, Zirkusartisten, Regisseuren, anderen Künstlern, Theaterfunktionären oder von wohltätigen Zwecken. Vorstellungen für Bühnenkünstler mit dem alleinigen oder hauptsächlichen Zweck, deren Gehalt aufzubessern, sind in vielen Ländern Europas, in den USA und vereinzelt auch anderenorts für das gesamte 18. und 19. Jahrhundert dokumentiert. In England fanden erste Benefizvorstellungen zum Wohle der Künstler bereits Ende des 17. Jahrhunderts statt. Von Ort zu Ort – und von Genre zu Genre – konnten sich die Verhältnisse stark unterscheiden.
Benefizabende für wohltätige Zwecke hatten unter anderem das Ziel, pensionierte oder aus anderen Gründen weniger begüterte Berufskollegen zu unterstützen. Die Bühnenkünstler stellten sich früh aber auch in den Dienst allgemeiner karitativer Unternehmungen. Nach Unglücksfällen leisteten prominente Theaterleute und Musiker mit gesellschaftlich oft stark beachteten Benefizabenden regelmäßig einen Beitrag zur Überwindung von ökonomischen Notlagen. Die philanthropischen Zielsetzungen solcher Abende werden in der Gegenwart vor allem von (Pop-)Musikern aufgegriffen. Benefizkonzerte als Medienevent können Millionen von Euro einspielen.

## Zugunsten von Künstlern

### Ursprünge in England
Seinen Ausgangspunkt nahm das Konzept der Benefizvorstellung in England. Entsprechende Abende wurden zunächst ausschließlich für Berufsdramatiker eingerichtet und hatten bis zum Ende des 18. Jahrhunderts den Charakter einer Maßnahme für Bedürftige. Vor dieser Zeit waren Tantiemen für Schriftsteller und Komponisten unbekannt. Auch erhielten Autoren nur kleine oder gar keine Honorare, wenn ihre Stücke gedruckt wurden. Benefizvorstellungen wurden deshalb mit dem Ziel veranstaltet, den Unterhalt der Autoren zu sichern. Aufführungen zugunsten der Dramatiker lassen sich bis in die frühe Shakespeare-Zeit zurückverfolgen, als auf solche Weise unter anderem John Lyly nachweislich Einnahmen generierte. Während der Restaurationszeit (1660–1689) bürgerte es sich ein, dass den Bühnenautoren die Einnahmen des dritten Vorstellungsabends, mitunter auch jeder dritten Aufführung, zustanden. Diese dritten Vorstellungen – sofern sie überhaupt zustande kamen, was keineswegs garantiert war – wurden benefit performances genannt. In mehreren Prologen jener Zeit thematisierten Autoren ihre wirtschaftlich heikle Situation. George Powell schrieb zum Beispiel in seiner 1690 erstaufgeführten Tragödie Alphonso: „Let Fancy [...] save my Play, / And then I'll laugh at Wits on my Third Day“ (etwa: „Lasst Fantasie mein Stück retten / Und dann werde ich an meinem Dritten Tag über Witze lachen“). Mit diesen „Witzen“ waren mögliche höhnische Bemerkungen über die Qualität des Stückes gemeint, die dem Autor recht gleichgültig sein konnten, wenn das Publikum bei der Premiere und der nachfolgenden Vorstellung stark genug applaudiert und eben für eine dritte Aufführung – den „Dritten Tag“ – gesorgt hatte.

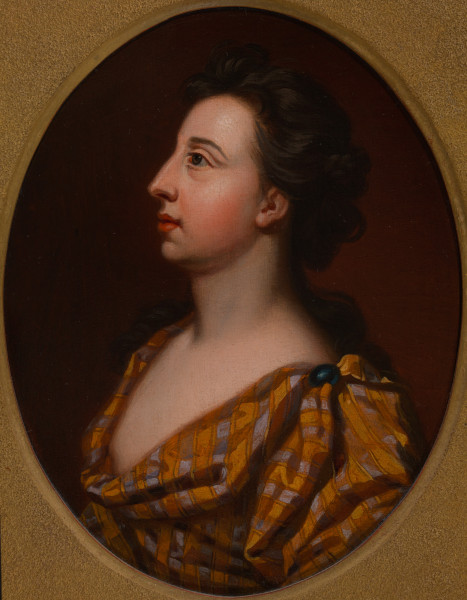
Elizabeth Barry

Sieht man von singulären Vorstellungen ab, die an den Theatern als Women's Day (Frauentag) angekündigt wurden und dem weiblichen Personal Einnahmen verschaffen sollten, gilt die Schauspielerin Elizabeth Barry als erste Bühnenkünstlerin, die von Benefizvorstellungen profitierte. Die schon in jungen Jahren vom Publikum bewunderte Tragödin schloss sich 1682 der United Company an, deren Spielstätte das Londoner Drury Lane Theatre war. Nach Angaben des Schauspielers und Dramatikers Colley Cibber, der 1740 eine vielgelesene Autobiografie vorlegte, gab ihr der englische König James II. während seiner kurzen Regierungszeit von 1685 bis 1688 die Erlaubnis zu einer ersten Benefizvorstellung. In späteren Darstellungen wird konkret das Jahr 1685 als Datum dieses Ereignisses genannt. Mit einer gewissen Regelmäßigkeit kamen Londoner Schauspieler jedoch erst ab 1695 in den Genuss von Benefizvorstellungen. In diesem Jahr verließ Elizabeth Barry zusammen mit etlichen Kollegen die United Company aufgrund von Gehaltsstreitigkeiten. Die Schauspieler, unter ihnen Anne Bracegirdle und Thomas Betterton, gründeten eine eigene, heute als Betterton Company bezeichnete Theatergesellschaft, die das revitalisierte Lincoln’s Inn Fields Theatre als Spielort nutzte. Barry hielt, was Frauen lange vorenthalten war, Anteile an der neuen Gesellschaft und erlangte dadurch eine größere Kontrolle über deren Einnahmen. Dies allein stellte bereits einen beachtlichen Fortschritt dar. Darüber hinaus ließ sich Barry vertraglich eine jährliche Benefizvorstellung garantieren, deren Einnahmen komplett ihr zufielen. Die Regelung sah explizit vor, dass sie „alleinige Begünstigte von allen Gewinnen eines [Vorstellungs-]Abends“ wurde, was ihre finanzielle Lage erheblich verbesserte. Aufgrund des Vertrages übertraf ihr Jahresgehalt nun sogar das von Thomas Betterton, dem zuvor bestverdienenden Schauspieler der United Company. Vor 1695 verdiente Barry 50 Shilling wöchentlich, Betterton hingegen 5 Pfund Sterling – die genau doppelte Summe. Die Mehreinnahmen durch die Benefizvorstellung glichen diese Differenz mehr als aus.
Dass die Benefizvorstellungen gerade um 1700 in England Fuß zu fassen begannen, hängt auch damit zusammen, dass Periodika wie The Tatler oder Englands erste Tageszeitung, der Daily Courant, in dieser Zeit zum ersten Mal erschienen. So hatten Elizabeth Barry und ihre Kollegen die Möglichkeit, ihre Benefizvorstellungen entsprechend zu bewerben. Dies war von großer Bedeutung, da die Künstler für den Verkauf der Eintrittskarten zu ihren Benefizabenden selbst verantwortlich waren.
Die Benefizvorstellungen entwickelten sich in England rasch zu einem Gradmesser für die Popularität von Theaterkünstlern. Wem diese Möglichkeit des finanziellen Zugewinns zugestanden wurde, durfte sich zu den Lieblingen des Publikums zählen. Die bekanntesten Schauspieler luden mitunter zu mehr als einer Benefizvorstellung pro Jahr, so etwa William Mills, der erste Darsteller des Trueman in George Lillos überaus populärem Stück Der Kaufmann von London. Als kaum zwanzig Jahre später der berühmteste englische Schauspieler des 18. Jahrhunderts, David Garrick, Mitinhaber und Direktor des Drury Lane Theatre wurde, bildeten neben seinem Theaterleitergehalt und einer jährlichen Vergütung von 500 Guineas für seine schauspielerischen Leistungen die Einnahmen aus Benefizvorstellungen die Basis für seinen materiellen Wohlstand. Um 1800 war das System der Benefizvorstellungen dann bereits so etabliert, dass zum Beispiel Abende mit der bekannten Altistin Giuseppina Grassini als gesellschaftliche Ereignisse galten, die „fast die ganze Londoner Modewelt auf einem Punkt“ versammelten. Benefizvorstellungen hatten sich zu dieser Zeit den Ruf erworben, „feierliche“ Höhepunkte zu sein, bei denen sich die „reiche Welt in ihrem Schmucke“ zeigte.

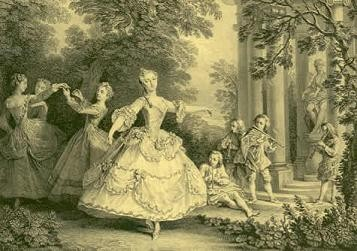
Marie Sallé in einer Aufführung um 1730

Sängerinnen und Sänger in England konnten dank der Benefizvorstellungen, die ihnen ab 1697 ebenfalls regelmäßig erlaubt wurden, „fabelhaft hohe Verdienste“ erzielen. Vergleichbares galt für einzelne Künstlerinnen auf dem Gebiet von Choreographie und Tanz. Hier ragte die von Garrick, Händel und Voltaire verehrte Französin Marie Sallé heraus, die das ballet d'action erfand und um 1730 zu den großen Favoritinnen des Publikums in London zählte. Nach Erinnerung des seinerzeit führenden Theaterkritikers Castil-Blaze war die High Society in den Logen und Rängen so begeistert von ihr, dass es nach einer Benefizvorstellung
„Geldbörsen voller Gold hagelte und einen Regen von Bonbons und Papilloten gab, die Guineen und Geldscheine enthielten.“ („une grêle des bourses pleins d'or, et une pluie de bonbons en forme de pralines et papillotes renfermant, les unes des guinées, les autres des billetts de banque“.)
Mit einer einzigen Vorstellung habe Marie Sallé die unvorstellbare Summe von 200.000 Franc eingenommen. Als sie 1735 London Richtung Frankreich wieder verließ, sei sie Millionärin gewesen.
Noch Jahrzehnte später konnten Pantomime- und Zirkusartisten mit Hilfe von Benefizvorstellungen beträchtliche Einkünfte erzielen, wie etwa den Memoiren des Clowns Joseph Grimaldi zu entnehmen ist, die in der Bearbeitung von Charles Dickens 1838 erschienen. Zwischen 1828 und 1836 bestritt Grimaldi seinen Lebensunterhalt ausschließlich mit den Erlösen von Benefizvorstellungen.

### Deutscher Sprachraum

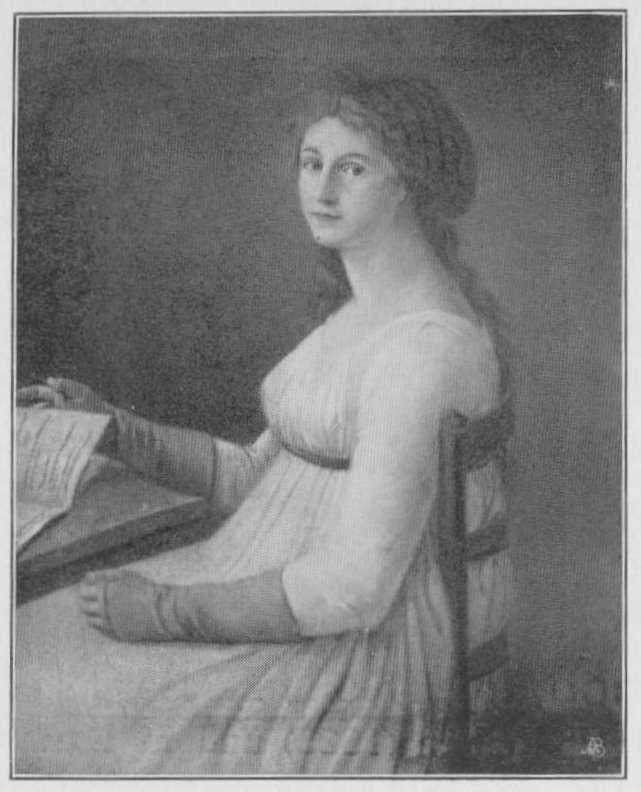
Charlotte Fossetta

Außerhalb Englands wurden Benefizvorstellungen mit teils größerer zeitlicher Verzögerung ebenfalls üblich, doch weder in Italien noch in Frankreich, Russland, Österreich oder Deutschland brachten sie den Künstlern solche Summen ein wie in London. In Berlin führte August Wilhelm Iffland als Direktor des dortigen Nationaltheaters die Benefizvorstellung auf breiter Front ein. Auch in anderen Teilstaaten des HRR wurde das System übernommen. Im Königreich Württemberg zum Beispiel gewährten die Könige prominenten Mitgliedern des Stuttgarter Hoftheaters auf Antrag „gnadenhalber“ entsprechende Vorstellungen. Die Hofschauspielerin Charlotte Fossetta bemühte sich während ihrer 41 Dienstjahre um 10 Benefizabende. Für ihre Vorstellung der Maria Stuart im Jahr 1805 erhielt sie 200 Gulden „ohne Geschenke der Gesandten“, außerdem legte der König 100 Gulden obendrauf.
Den Benefizvorstellungen in Deutschland wurde mit weitaus weniger Enthusiasmus begegnet als in England – was sehr unterschiedliche Gründe hatte. Um 1800 bezeichnete die Presse in Berlin den Umstand, „daß man, fast ohne Ausnahme, allen unsern Schauspielern und sogar dem Orchester“ Benefizvorstellungen gewährte, als „großen Mißbrauch“. Angesichts der Fülle der Benefizvorstellungen lehnte König Friedrich Wilhelm III. die Anträge mancher Schauspieler auf Vorstellungen zu ihren Gunsten sogar ab, allerdings ohne darauf zu verzichten, ihnen das „Douceur“, d. h. den königlichen zusätzlichen Betrag, zukommen zu lassen. Da die Schauspieler ihren Abend in der Regel selbst gestalten konnten, war die Repertoirewahl der Theaterdirektionen eingeschränkt. Es konnten unter anderem dadurch künstlerisch zweifelhafte Arbeiten, die in erster Linie zahlungswilliges und wenig anspruchsvolles Publikum in die Theater locken sollten, in den Spielplänen auftauchen. Friedrich Nicolai urteilte 1801: „Jeder Schauspieler kann das Stück zu seinem Benefiz wählen, und diese freie Wahl hat uns mit manchen Stükken [sic] schon beschenkt, womit wir sonst wohl verschont geblieben wären“. Der Theaterpraktiker Goethe hatte ein ambivalentes Verhältnis zu den Benefizvorstellungen. Als sein Freund Friedrich Schiller 1805 starb, begrüßte er die Pläne Ifflands, mit einer Benefizvorstellung die vier hinterbliebenen Kinder des Dichters zu unterstützen. In seiner Funktion als Intendant des Weimarer Hoftheaters wandte er sich jedoch prinzipiell gegen Benefizvorstellungen. Noch 1828 bekannte Goethe in einem Brief an Carl von Brühl, dass er sich „mit solchen zerstückelten Theater-Vorstellungen niemals befreunden kann“. Hier bezog sich Goethe auf die schnell beliebte Praxis, dass während der Benefizvorstellungen nicht komplette dramatische Werke präsentiert wurden, sondern eher Höhepunkte aus verschiedenen Schauspielen, bekannte Dialoge, Prologe und Gedichte oder auch einzelne Lieder.

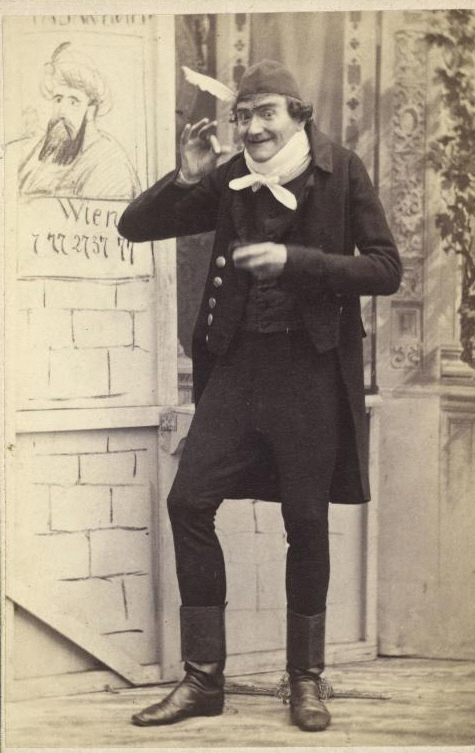
Johann Nestroy in einer seiner Possen, die in der Regel als Benefizvorstellung uraufgeführt wurden

Eine enge Beziehung zur Benefizvorstellung, sowohl in ästhetischer als auch in theaterpraktischer Hinsicht, pflegte das Alt-Wiener Volkstheater des Vormärz. Das in Wien zu dieser Zeit entstandene dramatische Subgenre des Quodlibets, das auf den Dramatiker und Schauspieler Johann Nestroy zurückgeht, spiegelt in seiner Form den „zerstückelten“, disparaten Charakter eines Benefizabends, indem es Szenen ganz unterschiedlicher Provenienz, parodistische Texte, Dialoge, Duett-Einlagen etc. miteinander mischt. In den Vorspielen, die den Quodlibets vorangestellt waren, wird meistens über den Titel des Stücks sinniert oder auch dessen Zustandekommen erläutert. Besonders anschaulich geschieht dies im Vorspiel zur Humoristischen Eilwagen-Reise durch die Theaterwelt (1832), in dem ein Hund in einem Wirtshaus das ursprüngliche Theaterstück zerfetzt. Ein „Genie von einem Theaterdiener“ weiß sich aber zu helfen, reißt aus anderen Manuskripten scheinbar wahllos Seiten heraus und lässt dieses Konvolut einbinden – wodurch das aktuelle Quodlibet entsteht. Ein „Scenen-Ragout“ (Nestroy) dieser Art, das einem Benefizprogramm sehr ähneln konnte, wurde meistens auch als Benefizvorstellung gegeben, im Fall der Eilwagen-Reise zugunsten des Schauspielers Friedrich Hopp. Im Vorspiel dieses Stücks selbst wird mehrfach auf eine fiktive Benefizvorstellung mit dem Titel Paphnuzius der kurios edelmüthige Jüngling rekurriert; die Benefizvorstellung spielt also auch in dem für Nestroy so typischen metadramatischen Verfahren eine bedeutsame Rolle. Viele der bekannten Possen Nestroys wurden ebenfalls als Benefizvorstellung (ur-)aufgeführt, wobei hier meistens Nestroy selbst Nutznießer dieser Abende war. Er knüpfte damit an die alte Tradition des Autoren-Benefiz an.
Allmählich wurden Benefizvorstellungen im deutschen Sprachraum vor allem an Stadttheatern durchgeführt. Bis zum Ende des 19. Jahrhunderts, teilweise auch noch zu Beginn des 20. Jahrhunderts, blieb die Veranstaltungsform an vielen Orten Europas gebräuchlich. Danach setzten sich überall neue Honorarregelungen durch. Gastspiele von Theaterstars an Bühnen in der Provinz wurden allerdings noch lange als Benefizvorstellungen organisiert.

### Verträge und Konflikte
Die Rahmenbedingungen für die Benefizabende konnten in den einzelnen Ländern von Bühne zu Bühne stark variieren. Die Vorstellungen wurden vom Regenten auf Antrag genehmigt oder auch vertraglich festgelegt. In England war das von den Schauspielern begehrteste Modell das sogenannte clear benefit, das vorsah, dass die kompletten Erlöse an die Künstler gingen, während die Theaterleitung in der Regel für alle Betriebskosten aufkam. Daneben gab es unzählige weitere Modelle, z. B. das half benefit, bei dem sich Künstler und Leitung die Erlöse teilten. Gelegentlich kamen auch mehrere Schauspieler zu einer Gruppenbenefizvorstellung zusammen. In einigen Fällen mussten die Schauspieler dem Theaterleiter eine Entschädigung zahlen, wenn der Kartenverkauf unter dem Durchschnitt blieb.
Dieses letzte Beispiel zeigt, dass eine Benefizvorstellung für die Künstler auch mit Risiken verbunden war. Aus diesem Grund stellte eine wichtige Vertragsfrage dar, zu welchem Zeitpunkt die Aufführung stattfinden sollte. Die populärsten Schauspieler konnten darauf dringen, dass ihre Benefizvorstellung zum günstigsten Termin der Saison stattfand, d. h. eher in den späten Wintermonaten oder im Frühling, jedoch nicht im Frühsommer, wenn gutes Wetter einen schwächeren Publikumszuspruch zur Folge haben konnte. Um 1720 bildete sich ein hierarchisches System heraus, bei dem die führenden Schauspielerinnen und Schauspieler ihre Benefize Anfang März abhielten, zweitklassige Kollegen in den Wochen danach folgten und sich Nebendarsteller und Theaterfunktionäre Vorstellungen im Sommer teilten. Einige Jahrzehnte später bemerkte die Schriftstellerin und Salonnière Johanna Schopenhauer während ihrer Reise durch England und Schottland, dass sich einige Änderungen ergeben hatten und „die mehresten Benefiz-Vorstellungen für die ältern und bessern Schauspieler“ nun im Mai und Juni gegeben wurden. Die Vorstellungen waren nach ihren Schilderungen oft um ein Uhr nachts noch nicht beendet, „denn um das Publikum vollkommen gut zu bewirthen, schiebt man noch allerhand Sächelchen in die Zwischenakte ein, bald ein Liedchen, bald einen Tanz“.
In England wurde beliebten Schauspielern oft eine Benefizvorstellung pro Jahr gewährt; an anderen Orten konnten jedoch alternative Regelungen und Gepflogenheiten gelten. Charlotte Fossetta beantragte ihre Benefizvorstellungen in Stuttgart zum Beispiel vor Kuraufenthalten sowie aus Anlass ihres 30-jährigen Dienstjubiläums. Ein häufiger Grund für eine Benefizvorstellung war ein Wechsel des Engagements. An manchen Häusern war es bei Hochzeiten von zwei Mitgliedern des Ensembles üblich, eine Benefizvorstellung für die Neuvermählten zu geben. An der Pariser Oper waren Benefizvorstellungen dagegen nur anlässlich der Pensionierung von Sängern üblich.
Die Vertragsausgestaltungen führten zu etlichen Konflikten. Nicht nur beförderte das Benefizsystem Neid im Ensemble, da manche Schauspieler nicht in den Genuss dieser Gehaltsaufbesserung kamen; auch wurde ständig darüber gestritten, ob dem geehrten Künstler die Erlöse seines Benefizabends brutto oder netto zustanden – in letzterem Fall ging ein nicht unerheblicher Teil des Geldes an den Souffleur, an die Finanzverwaltung oder generell an Personen mit administrativen Aufgaben. Manche Theaterleiter oder Finanzverwalter widerstanden nicht der Versuchung, mit der Vereinbarung von Benefizabenden die eigentliche Gage der betreffenden Künstler herabzusetzen. Auf diese Weise konnte ein beliebter Schauspieler sogar Gefahr laufen, mit vertraglich festgelegter Benefizvorstellung ein geringeres Salär zu erhalten als ohne. Streitigkeiten zwischen Künstlern und Finanzverwaltung waren an der Tagesordnung. 1833 fasste ein Korrespondent des Tagblattes Das Ausland die zum Teil verworrene Situation wie folgt zusammen:
„Benefizvorstellung kann bedeuten, daß der Direktor keine Mittel besitzt, um seine Akteurs zu bezahlen, oder aber einen Kunstgriff, um dem Zulaufe des Publikums eine günstige Richtung zu geben; selten nur bezieht der Schauspieler, dessen Namen auf der Anzeige steht, den Vortheil allein, in der Regel muß er ihn mit dem Direktor theilen.“

### Gegenseitige Verpflichtungen

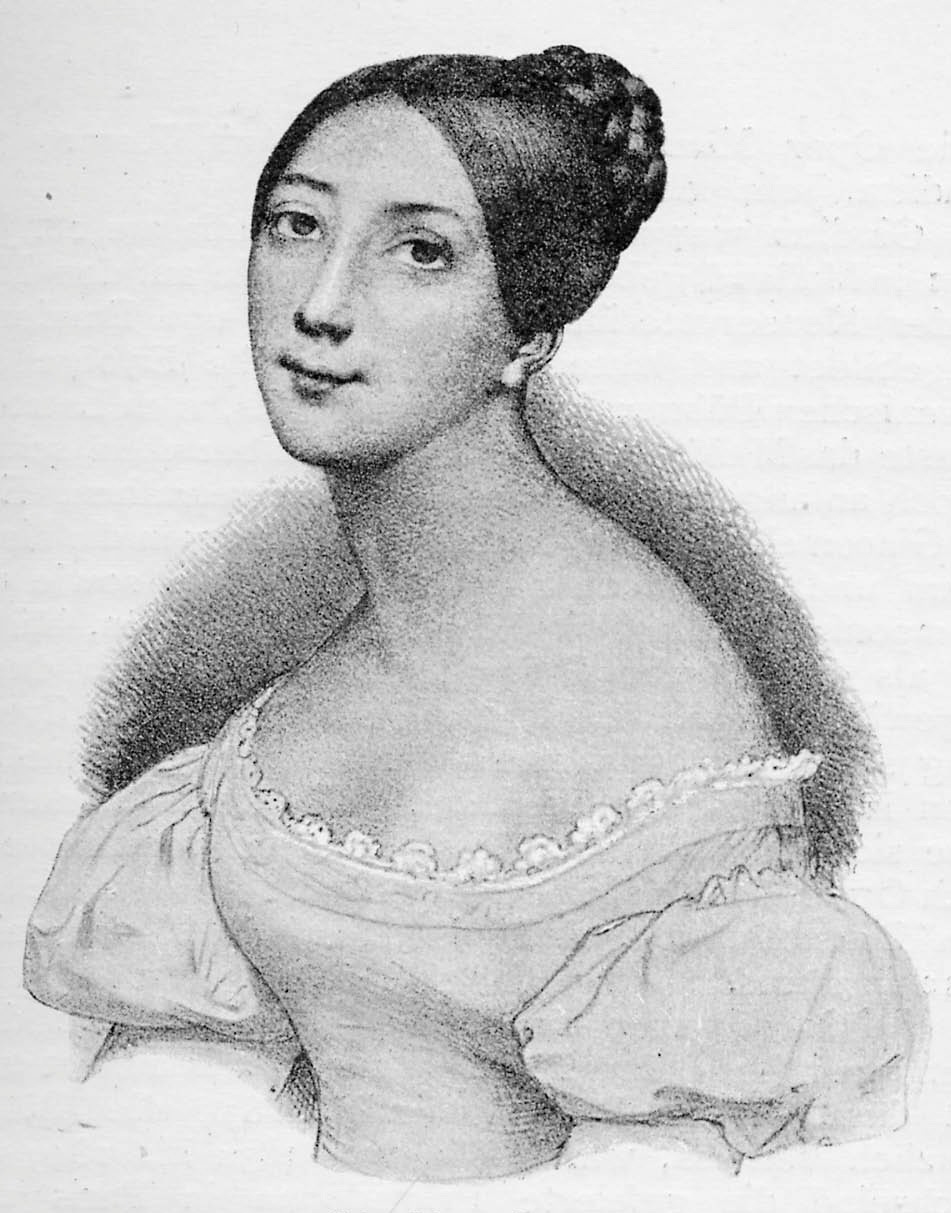
Giulia Grisi

Zu den Besonderheiten der Regularien gehörte es, dass mitunter ein Prinzip der Gegenseitigkeit vertraglich festgelegt wurde. Wenn ein bekannter Sänger einen Kollegen bat, an seiner Benefizvorstellung mitzuwirken, meistens unentgeltlich, bedeutete dies, dass der berühmte Künstler später auch in der Benefizvorstellung des Kollegen aufzutreten hatte. Als besonders großzügig und hilfsbereit in dieser Hinsicht galt der deutsche Komponist Carl Maria von Weber, der selbst in seiner Londoner Zeit, als er schon von der Tuberkulose gezeichnet war, häufig anderen Musikern zur Verfügung stand und half, deren Einnahmen zu erhöhen. Nicht nur mit seiner erfolgreichen Oper Oberon, die in London ihre Uraufführung erlebte, sondern auch durch „seine anspruchslose Gefälligkeit, in anderen Benefizvorstellungen zu spielen“, erwarb er sich in der englischen Hauptstadt den Ruf, „der Liebling der Künstler und des Publikums“ zu sein.
Es kam jedoch auch vor, dass bestimmte Künstler ihre Verpflichtungen ignorierten und einfach abreisten. 1845 verklagte in einem spektakulären Fall der Direktor des Théâtre-Italien in Paris die italienische Koloratursopranistin Giulia Grisi auf Schadenersatz, weil sie sich geweigert hatte, in der Benefizvorstellung für Luigi Lablache aufzutreten, wozu sie verpflichtet gewesen wäre. Grisi entgegnete, dass sie nur für erste Partien engagiert worden sei, ihre Rolle in der fraglichen Benefizvorstellung aber einer zweiten Partie entsprochen habe. Das Gericht schloss sich dieser Argumentation nicht an und verurteilte Grisi zu einer Zahlung von 10.000 Franc.

## Zugunsten wohltätiger Zwecke

### Für ältere und bedürftige Künstler

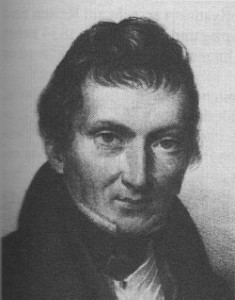
Gottlob Benedict Bierey

Benefizvorstellungen zugunsten wohltätiger Zwecke haben ebenfalls eine lange Tradition. Auf dem Sektor von Theater und Oper verfolgten solche Vorstellungen nicht selten den Zweck, bedürftige oder notleidende Künstler – in der Regel Kollegen – zu unterstützen. Zu Beginn des 19. Jahrhunderts konzentrierten sich diese Bemühungen darauf, eine Pensionskasse für ältere und nicht mehr aktive Künstler einzurichten. Während in Frankreich die Pensionskasse der Pariser Oper die überhaupt älteste zivile Einrichtung dieser Art darstellte, waren in Deutschland die Pensionen lange an die Person des jeweiligen Fürsten gebunden, der die „Gnade“ einer Altersversorgung kurzerhand widerrufen konnte. Der Schauspieler und Prinzipal Gustav Friedrich Großmann beklagte Ende des 18. Jahrhunderts, dass an den Theatern nur sehr vereinzelt – etwa in Mainz, Mannheim und Hamburg – Kassen zur Verfügung standen, „woraus hie und da eine Thräne des Kummers getrocknet, ein Darbender unterstützt“ werden konnte. Seine weiter reichenden Vorschläge zur Errichtung einer „Verpflegungskasse für im Dienste des Publikums grau und stumpf gewordene Schauspieler“ wurden ihm selbst zufolge kalt ignoriert.
Diese nicht zufriedenstellende und von Unsicherheit geprägte Situation motivierte den Breslauer Theaterdirektor Gottlob Benedict Bierey bereits in den 1820er Jahren dazu, einen „Pensionsfonds für altersschwach gewordene Mitglieder“ zu ersinnen. Ihm schwebte vor, dass die Einnahmen aus zwei jährlichen Benefizvorstellungen ausschließlich diesem Zwecke zufließen sollten; daneben wollte er als Grundstock 300 Taler aus seinem Privatvermögen spenden. Seinem Nachfolger Ferdinand von Biedenfeld war die „wohlthätige Anstalt“ jedoch zu kostspielig, so dass sich Biereys Pläne zerschlugen.
Wenige Jahre nach Biereys Bemühungen entstand 1834 in seiner Geburtsstadt Dresden am dortigen Königlichen Hoftheater eine „Pensions-Anstalt“, deren Finanzierung sich aus mehreren Quellen speiste. Zwei Vorstellungen pro Jahr sollten nur dem Pensionsfonds zugutekommen, außerdem wurden allen Mitgliedern des Hauses zwei Prozent ihrer Gage für die neue Kasse abgezogen. Die gesetzlichen Bestimmungen zur neuen Anstalt hielten ferner fest: „Die dritte Quelle des Pensionsfonds besteht darin, daß von den Honoraren für Gastrollen, so wie von der Einnahme für Benefizvorstellungen, welche nach dem 1. Januar 1834 bewilligt werden sollten, excl. der beiden für den Pensionsfond [sic] bestimmten Benefize, fünf Procent für den Pensionsfond abgezogen werden.“
Ungefähr zur gleichen Zeit rief der englischstämmige Leiter der Comédie-Française in Paris, Isidore Taylor, eine „General-Unterstützungskasse für invalid gewordene Schauspieler“ ins Leben. Auch in Taylors Konzept spielten Benefizvorstellungen eine zentrale Rolle. Neben moderaten Gehaltsabzügen für alle Bühnenkünstler waren es vor allem die Benefize, die die Kasse stützten. Nach einem knappen Jahr erwies sich der Erfolg der neuen Einrichtung, denn zur Auszahlung an berufsunfähig gewordene Schauspieler stand bereits ein namhafter Betrag zur Verfügung. Daneben konnten auch ältere Schauspieler sowie die Opfer einer verheerenden Überschwemmung in Lyon mit Geldbeträgen unterstützt werden. Das französische Modell wurde in Deutschland zur Nachahmung empfohlen. Der Theaterleiter Karl Theodor von Küstner, der in Leipzig früh eine Pensionsanstalt für die Mitglieder seines Theaters eingerichtet hatte, fuhr eigens nach Paris, um sich von Taylor in Details beraten zu lassen.
Im Laufe des 19. Jahrhunderts bildete sich abgesehen von diesen Neuerungen immer mehr die Konvention heraus, dass gefeierte Künstler weniger bemittelten Kollegen, etwa Mitgliedern des Chors, mit Benefizvorstellungen aus der Not halfen. Die auf diese Weise eingenommenen Beiträge waren für den Lebensunterhalt von Künstlern, die weniger im Rampenlicht standen und schlechter verdienten, von großer Bedeutung.

### Gemeinnützige Zwecke

#### Allgemeine karitative Unternehmungen
In der Geschichte des Theaters haben Schauspiel- bzw. Komödienhäuser und Opern immer auch gemeinnützige Zwecke gefördert. Sobald sich in Deutschland die Benefizvorstellungen als System etabliert hatten, wurden sie in den Dienst karitativer Unternehmungen gestellt. Das lässt sich beispielsweise für die kursächsische Stadt Merseburg schon für das Ende des 18. Jahrhunderts nachweisen, als Benefizvorstellungen bedeutende Beträge für die dortige Armenanstalt abwarfen. Auch die Schauspieltruppen dieser Zeit gaben regelmäßig Vorstellungen „zum Vortheil der Armen“, so etwa die Gesellschaft des überwiegend in Südwestdeutschland und in der Schweiz auftretenden Theaterunternehmers Franz Hansen, der bei solchen Gelegenheiten gerne auf August von Kotzebues Lustspiel Armuth und Edelsinn zurückgriff.
Überhaupt konnten zu allen Zeiten die Veranstalter von Benefizvorstellungen, die darin auftretenden Künstler, die gewählten Inhalte und die Menschen oder Institutionen, die die Spenden entgegennahmen, in enger Relation zueinander stehen. Als der US-amerikanische Singer-Songwriter Woody Guthrie 1940 im New Yorker Forrest Theatre einen Benefizabend zugunsten verarmter Landarbeiter annoncierte, war er aufgrund seiner ausgedehnten Wanderschaften während der Great Depression bestens mit der katastrophalen Lage der amerikanischen Landwirtschaft zu dieser Zeit vertraut; auch seine eigene Familie war von der Wirtschaftskrise betroffen. Ähnliche Wechselbeziehungen sind bis in die Gegenwart hinein zu beobachten. Nach dem verheerenden Brand in der Weimarer Herzogin-Anna-Amalia-Bibliothek im Jahr 2004 entschloss sich die Tellspielgesellschaft im schweizerischen Altdorf, den Wiederaufbau der Sammlung mit den Einnahmen einer Benefizvorstellung zu fördern. Die Schweizer Theatermacher wollten damit ihre Verbundenheit mit der Stadt Weimar zum Ausdruck bringen, wo 200 Jahre zuvor Schillers Wilhelm Tell entstanden war. Bei anderen Gelegenheiten unterstützten etwa die Künstler des Musicals Titanic in Hamburg die Deutsche Gesellschaft zur Rettung Schiffbrüchiger (2007) oder ein Münchner Theater mit einer Aufführung von Hans Magnus Enzensbergers Komödie Der Untergang der Titanic die humanitäre Hilfsorganisation Sea-Watch (2019).

#### Nach Unglücksfällen
Andere Beispiele zeigen, dass die Theater zu allen Zeiten schnell auf Unglücksfälle reagierten und einen Beitrag zur Linderung einer entstandenen Not leisteten. Europaweit wurde 1836 darüber berichtet, dass beim Ausheben eines Brunnens im französischen Champvert ein Arbeiter namens Dufavel verschüttet wurde. Vielbeachtet wurde der Fall nicht zuletzt deshalb, weil Dufavel über eine Öffnung im Erdreich mit der Außenwelt kommunizieren konnte und sogar geistlichen Beistand empfing. Als nach 14 Tagen die Bergung des Verschütteten gelang, organisierten mehrere Theater Benefizvorstellungen für ihn selbst und das Rettungsteam. Der französische König Louis-Philippe I. beschenkte Dufavel und seine Befreier zusätzlich mit einer Geldsumme. Das Pariser Théâtre de l’Ambigu-Comique lud Dufavel persönlich zu seiner Benefizvorstellung ein. Dadurch erhielt der Abend den Charakter einer „pikanten“ Sensation, was ganz nach dem Geschmack des Publikums war.

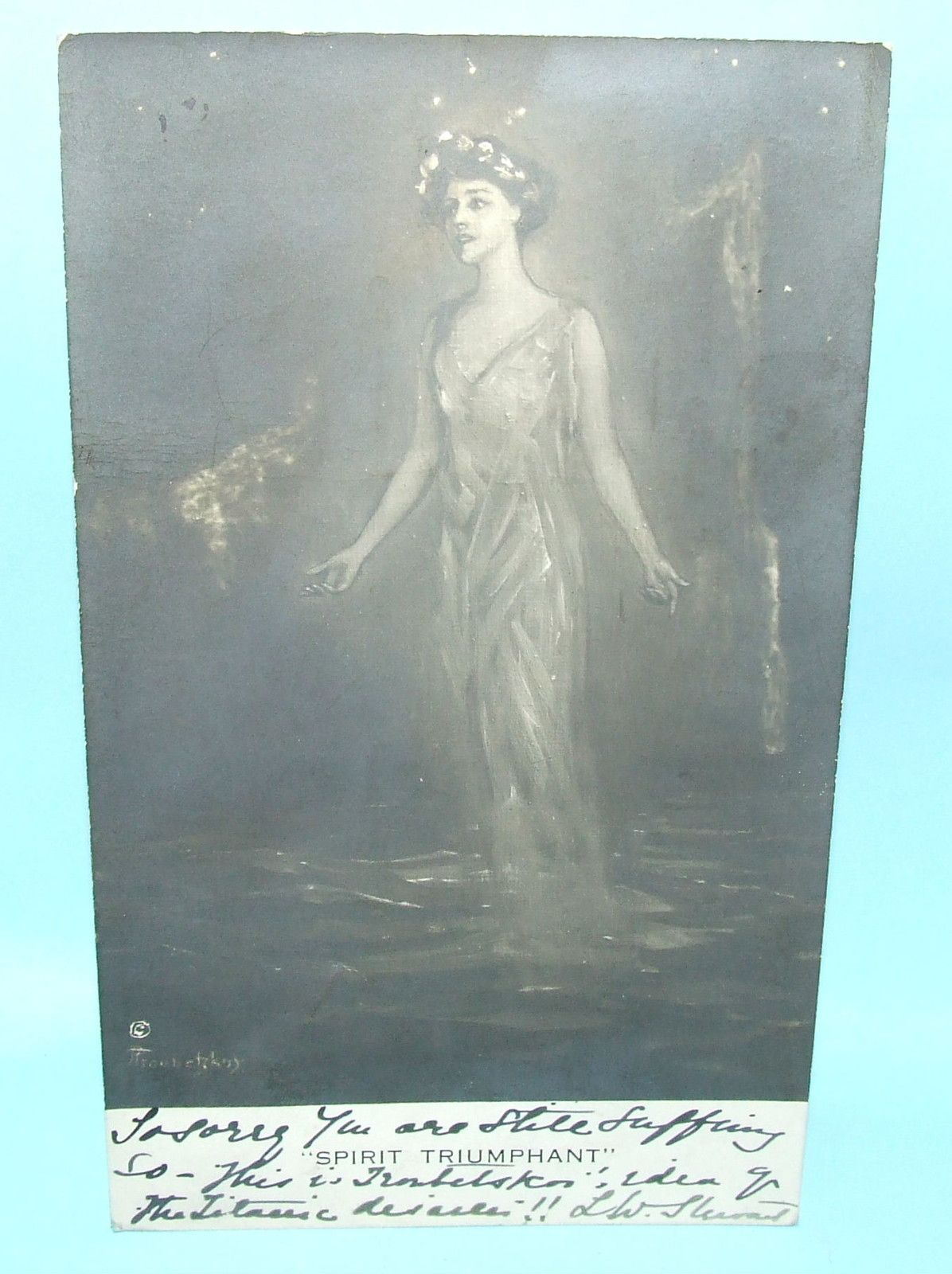
Postkarte aus Anlass der Titanic-Benefizvorstellung in New York, 1912

Eine der historisch bekanntesten Benefizveranstaltungen überhaupt fand am 29. April 1912 an der Metropolitan Opera in New York statt, wo man der Unglücksopfer des Titanic-Untergangs gedachte und für die Hinterbliebenen 16.000 US-Dollar einsammelte. Die Katastrophe mit mehr als 1500 Todesopfern hatte sich nur 15 Tage vor dem Abend an der Met ereignet. Unter der Schirmherrschaft von US-Präsident William Howard Taft und des Generalgouverneurs von Kanada traten internationale Bühnenstars auf. Der italienische Tenor Enrico Caruso sang an dem Abend das melodramatische Lied The Lost Chord, mit dem der britische Komponist Arthur Sullivan ursprünglich den Tod seines Bruders Fred betrauerte. Neben ihm sorgten die Sopranistin Mary Garden, die Violinistin Kathleen Parlow und der Dirigent Alfred Hertz für weitere Höhepunkte des Abends, der ganz im Zeichen von Ernst, überströmender Trauer, Verklärung und Erlösung stand und unter anderem eine Darbietung von Isoldes Liebestod beinhaltete. Der Künstler Pierre Troubetzkoy hatte eigens für den Benefizabend ein Gemälde mit dem Titel Spirit Triumphant beigesteuert, das als Reproduktion in Form von Postkarten erstanden werden konnte. Das Bild zeigt eine junge Frau, die mit triumphierender Geste direkt aus dem Wasser aufzutauchen scheint; im Hintergrund ist ein großer Eisberg zu erahnen. Pressemeldungen zufolge hat der Künstler die Noblesse des Charakters ehren wollen, die viele Passagiere im Augenblick des Unglücks angeblich an den Tag legten. Noch Jahrzehnte nach dem New Yorker Benefizabend ironisierte Malcolm Lowry in seinem postum veröffentlichten Roman Dunkel wie die Gruft, in der mein Freund begraben liegt (1968) die makabre Hybris und die Selbstbezogenheit der weißen, reichen Oberschicht, die den Untergang der Titanic dazu nutzte, sich selbst zu beweihräuchern. Im kurz nach dem Ende des Zweiten Weltkrieges spielenden Roman befindet sich Lowrys Alter Ego, der Schriftsteller Sigbjørn Wilderness, in einem Flugzeug und fürchtet, dass die Maschine über der mexikanischen Stadt Monterrey abstürzen wird. Schon stellt er sich für „die Toten, die nie mehr an irgendeiner Küste nach Hause kommen,“ eine gigantische Gedenkveranstaltung vor:
„[...] die Oratorio Gesellschaft [wird] Brahms' Deutsches Requiem aufführen und so den ersten Teil des Programms beenden. Den zweiten wird man mit einem passenden Orchester-Potpourri einleiten: dem Liebestod folgen Mr. Rinaldo Strappo und Mary Garden, die, sagen wir: Es geschah eines Nachmittags im Dezember in Monterrey singen. [...] Enrico Caruso wird The Lost Chord von Sullivan auf englisch singen. Prinz Pierre Troubetzkoy hat ein Gemälde Triumph des Geistes vollendet, das auf Postkarten vervielfältigt und auf der Veranstaltung [...] an die Überlebenden verkauft werden soll.“
Bis auf das Detail mit dem Monterrey-Lied – das tatsächlich existiert, aber aus den 1930er Jahren stammt – entspricht das fantasierte Programm der Veranstaltung exakt der Benefizvorstellung aus dem Jahr 1912 in New York.

#### Denkmäler
Zu den geläufigen Zielen von Benefizvorstellungen gehörte früh auch die Unterstützung von geplanten Denkmälern im öffentlichen Raum. Eine Unternehmung besonderen Ranges in diesem Zusammenhang war das Bemühen des umtriebigen Schauspielers Großmann, kurz nach dem Tod Lessings (1781) ein Ehrenmal am Grab des Dichters errichten zu lassen. Die Finanzierung sollte durch Benefizvorstellungen aller Theatergesellschaften im deutschsprachigen Raum erfolgen, ohne dass Großmann allerdings das Wort „Benefiz“ verwendete. Er sprach stattdessen von der „Verabredung […], an einem zu bestimmenden Tage eine Vorstellung eines Lessingschen Schauspiels zu geben, und die Einnahme dem gedachten Endzweck zu widmen.“ Die Theaterleiter übten sich zur Enttäuschung Großmanns allerdings in großer Zurückhaltung, was ein Licht auf die miserable finanzielle Lage der Schauspieltruppen gegen Ende des 18. Jahrhunderts wirft. Der in Köln gastierende Schauspieldirektor Simon Friedrich Koberwein antwortete Großmann rundheraus: „Wir haben so viel lebende arme Schauspieler, die eines Beytrags nöthig haben, daß man warlich für die Todten nichts thun kann.“ Immerhin kamen an zwei Orten, in Braunschweig und Bayreuth, tatsächlich Benefizvorstellungen für das Denkmal Lessings zusammen, die zwar keinen überragenden, aber doch einen bescheidenen Beitrag zur Verwirklichung des Projektes leisteten. 1796 konnte aufgrund des Engagements Großmanns eines der ältesten Lessing-Ehrenmale überhaupt, ein von Friedrich Wilhelm Eugen Döll geschaffenes Reliefbild, in Wolfenbüttel – wenige Kilometer vom Grab des Dichters entfernt – enthüllt werden.

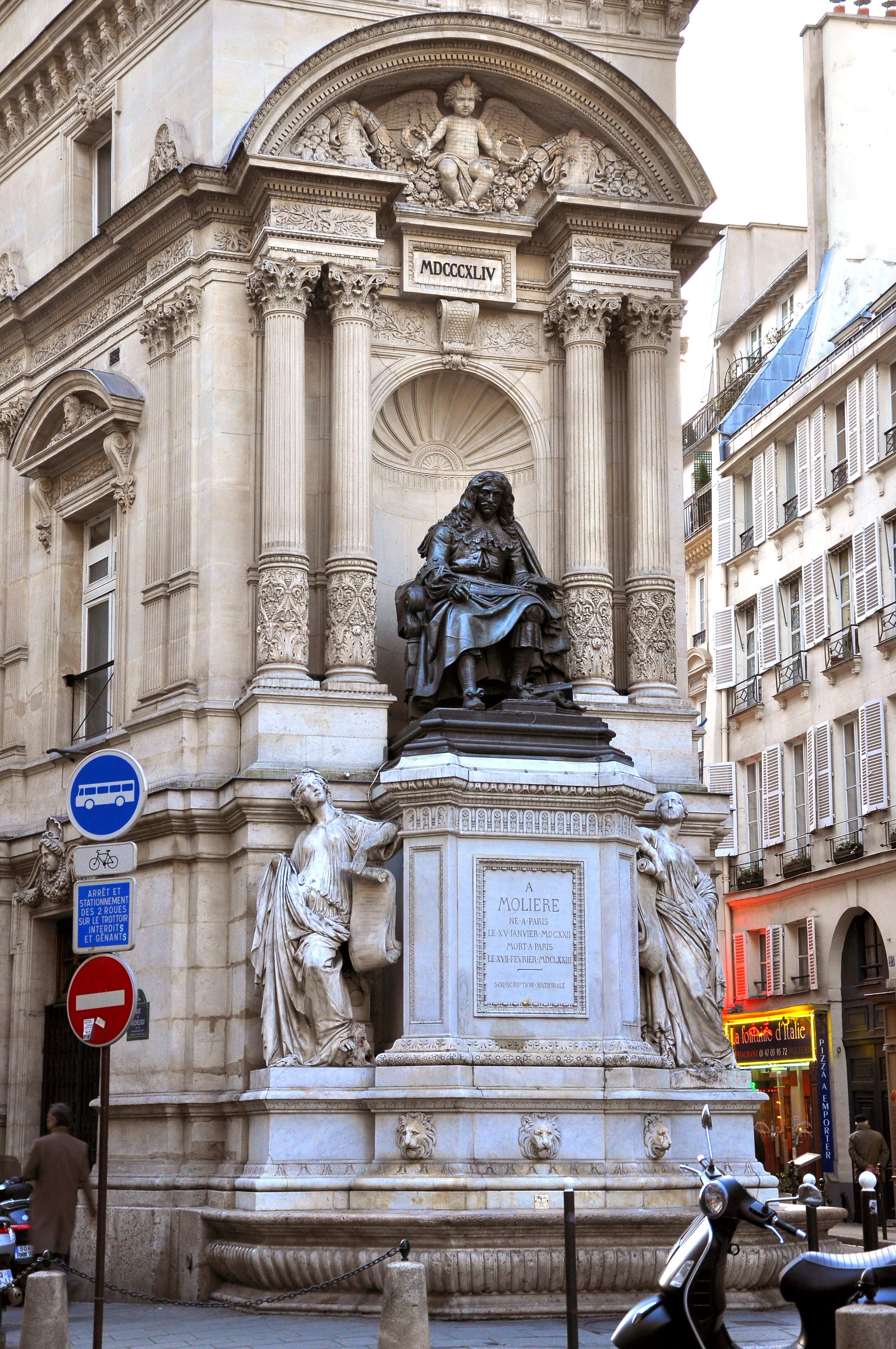
Die Fontaine Molière, die u. a. mit Hilfe einer Benefizvorstellung finanziert wurde

Häufig gab es einen direkten Bezug zwischen den Veranstaltern einer Benefizvorstellung und den Persönlichkeiten, denen ein Denkmal gewidmet werden sollte. So gehörte die Comédie-Française zu den Subskribenten der 1844 nach langen Diskussionen fertiggestellten Fontaine Molière, einer Kombination aus Brunnen und Skulptur zu Ehren des Dramatikers Molière, dessen Name eng mit der Geschichte gerade dieses Theaters verbunden ist. Lange schien es unmöglich, die Summe für den Brunnen an der Rue de Richelieu aufzubringen, zumal in den Provinzen Frankreichs, die sich nach Zeitungsberichten „mehr um Steinkohlen und Runkelrüben“ bekümmerten, wenig Interesse bestand, das neue Bauwerk zu fördern. Auch der Hof zahlte wenig, und der Herzog von Orléans steuerte lediglich 500 Franc bei. Im Vergleich dazu nehmen sich die 16.000 Franc, die die Comédie-Française zugunsten der Anlage aus ihrer Benefizvorstellung erlöste, geradezu großzügig aus.

#### Weitere Zwecke
Als Spiegel historischer Prozesse legten Benefizvorstellungen immer wieder Zeugnis von der Solidarität hilfsbereiter Menschen ab. Als 1815 der Vulkan Tambora in Indonesien ausbrach, führte diese größte in geschichtlicher Zeit beobachtete Eruption zu Ernteausfällen und Hungersnöten selbst im fernen Europa. Viele Menschen z. B. in Schwaben, im Elsass und in der Schweiz entschlossen sich, ihre Heimat zu verlassen und in die Neue Welt auszuwandern. In nicht wenigen Fällen strandeten sie bereits in den Hafenstädten an der Nordsee. Vor diesem Hintergrund veranstaltete das Französische Theater in Amsterdam eine Benefizvorstellung „zum Behuf der unglückseligen Deutschen“, die „sich hier ohne Mittel befinden, entweder ihre Überfahrt nach Amerika zu bezahlen, oder in ihre Heimat zurückzukehren.“ Die spontane Hilfe konnte die Situation der Migranten jedoch nicht entscheidend verbessern.
An anderen Orten wurden die Einnahmen aus Benefizvorstellungen teilweise in den Dienst von Zwecken gestellt, die in Europa gänzlich unbekannt waren. Das Berliner Unterhaltungsblatt Die Gartenlaube berichtete im Frühjahr 1887, dass zwei Opern- und Operettensängerinnen in Rio de Janeiro den Ertrag ihrer Benefize dazu verwandten, insgesamt sieben brasilianische Sklaven loszukaufen. Die „naturwüchsige[n] schwarze[n] [...] Negersklaven“ wohnten den Vorstellungen bei und konnten am Ende das Podium, wo sie dem Publikum zur Schau gestellt worden waren, als freie Männer verlassen. Die Gartenlaube vermerkte dazu: „Um diesen glänzenden Effekt werden edelmüthige deutsche Künstlerinnen jedenfalls ihre Kolleginnen im Lande der Feuerkäfer und Riesenschmetterlinge beneiden.“

### Benefizkonzerte

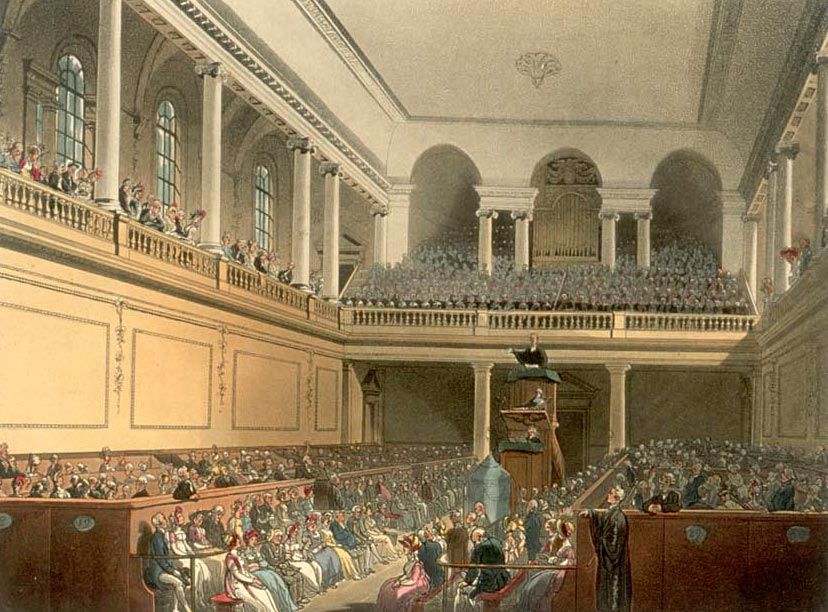
Kapelle des Foundling Hospitals

Die philanthropischen Zielsetzungen von Theater- oder Opernhäusern werden in der Gegenwart besonders öffentlichkeitswirksam von Musikern verschiedener Sparten, nicht zuletzt aus dem Bereich der Popmusik, aufgegriffen. Die wohltätigen Veranstaltungen der Musiker fügen sich dabei in eine lang zurückreichende Tradition ein. Schon Georg Friedrich Händel unterstützte 1749 das einige Jahre zuvor im Norden Londons eröffnete Foundling Hospital, eine Institution, die der Aufnahme von Findel- und Waisenkindern diente und armen, ledigen Müttern beistand, die nicht für den Lebensunterhalt ihres Nachwuchses sorgen konnten. Aus früheren und neu komponierten Werken stellte er das dreiteilige, heute so betitelte Foundling Hospital Anthem zusammen, das den Anfang von Psalm 41 zitiert: „Selig, wer sich des Geringen annimmt“ („Blessed are they that consider the Poor and Needy“). Das Konzert wurde musikalisch und finanziell ein großer Erfolg, so dass sich Händel ermutigt sah, der Kapelle des Foundling Hospitals, in der sein Anthem gegeben wurde, eine Orgel zu schenken. Ab 1750 führte der Komponist in dem Raum jährlich sein Oratorium Messiah auf, wodurch der Bekanntheitsgrad dieses damals noch wenig beachteten Werks stark stieg. Die Einnahmen begünstigten wiederum das Foundling Hospital.
Ähnlich wie im Bereich des Sprechtheaters und der Musikdramatik wurde es allmählich immer üblicher, dass sich eine ganze Reihe von Akteuren zusammentat, um gemeinsam ein Benefizkonzert zu veranstalten. Als nach dem Titanic-Untergang 1912 auch in der Royal Albert Hall in London ein Benefizabend organisiert wurde, fanden sich nicht weniger als sieben Orchester auf der Bühne ein, die von sieben verschiedenen Dirigenten geleitet wurden, darunter Edward Elgar, Henry Wood und Thomas Beecham. Zu hören waren unter anderem Frédéric Chopins Trauermarsch und Richard Wagners Walkürenritt. Bei einem weiteren bekannten Benefizkonzert Anfang 1918 in Wien kamen die Einnahmen den Witwen und hinterbliebenen Kindern der im Ersten Weltkrieg gefallenen Soldaten zugute. Hier kooperierten unter anderem die Bläservereinigung der Hofoper, der Wiener Männergesang-Verein und die Original Hoch- und Deutschmeister unter Wilhelm Wacek miteinander. Die Hofschauspielerin Lotte Witt sprach einen feierlichen Prolog.

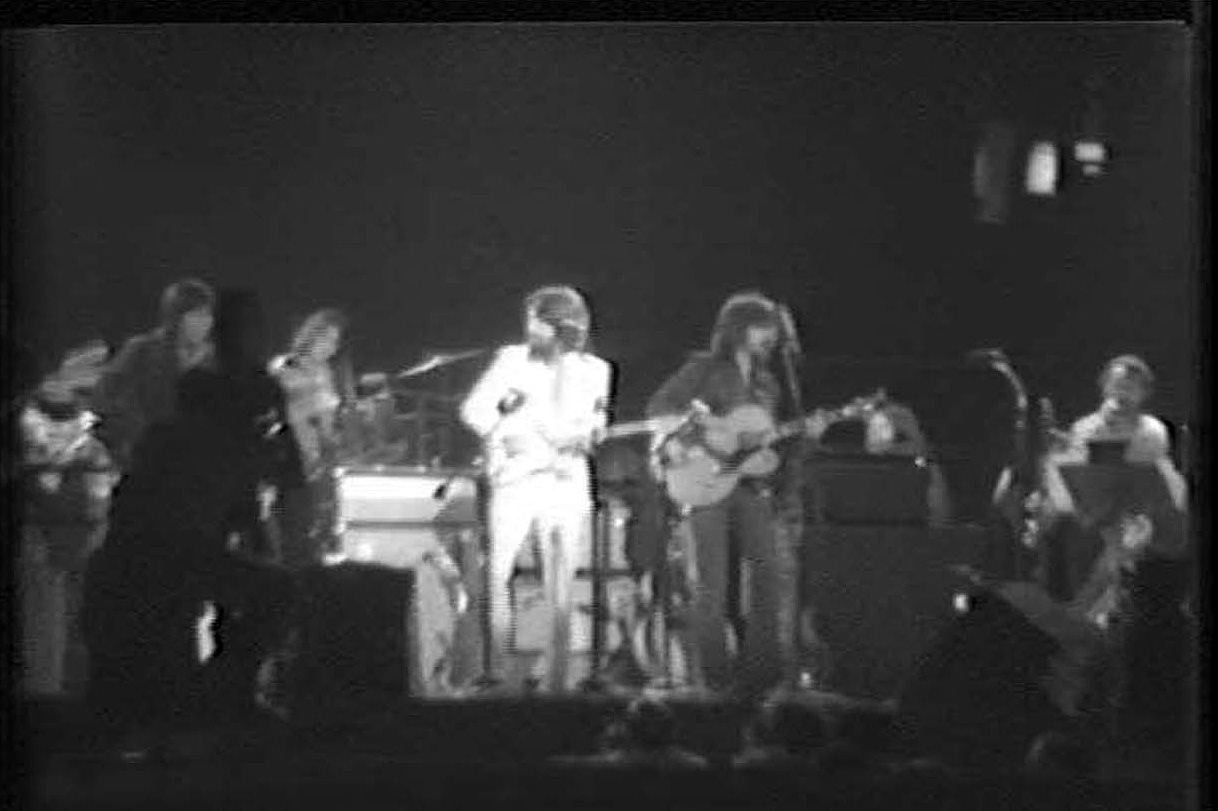
Konzert für Bangladesch in New York, 1971

Benefizkonzerte modernen Zuschnitts gibt es seit den 1970er Jahren. Um heimatlos gewordene Menschen, die vor dem Genozid in Bangladesch flohen, zu unterstützen, organisierte der Musiker Ravi Shankar mit seinem Freund George Harrison am 1. August 1971 im Madison Square Garden in New York das Konzert für Bangladesch. Wiederum beteiligte sich eine größere Zahl von Musikern an dem Ereignis, das durch diese Größenordnung an Prestige gewann. Auf der Bühne stand neben dem von einer Heroinabhängigkeit geschwächten Eric Clapton auch Bob Dylan, der in den Jahren zuvor kaum öffentlich aufgetreten war. Die Prominenz der anwesenden Künstler sorgte im Sinne des US-amerikanischen Soziologen Paul Schervish für eine „katalytische Philanthropie“. Mit diesem Etikett bezeichnete er das Phänomen, dass bekannte Stars durch ihre Beteiligung an karitativen Unternehmungen weitaus mehr Einnahmen generieren konnten, als sie es durch eigene Mildtätigkeit vermocht hätten. Im Madison Square Garden wurden mehr als 240.000 US-Dollar erlöst – ungefähr das Zehnfache der Summe, die sich Shankar als Ziel gesetzt hatte.
Das Konzert für Bangladesch gilt als Meilenstein in der Geschichte humanitärer Projekte. Es war nicht nur kommerziell erfolgreich, sondern schuf auch ein Bewusstsein für die vielfältigen Probleme im ehemaligen Ostteil Pakistans. Vor allem jedoch diente das Konzert als Inspiration für ähnliche Veranstaltungen, die teilweise bedeutend höhere Spendensummen einbrachten. Hervorzuheben ist besonders das 1985 parallel in London und Philadelphia verwirklichte Projekt Live Aid, das als Reaktion auf die damals akute Hungersnot in Äthiopien zustande kam. Mit dem zu diesem Zeitpunkt größten Rockkonzert der Geschichte wurden umgerechnet 200 Millionen DM eingenommen. Britische Politik- und Medienwissenschaftler formulierten unter anderem anhand von Live Aid einen Zusammenhang zwischen den verschiedenen Faktoren eines Benefizkonzerts: Die Prominenz der Akteure bestimme den Unterhaltungswert des Konzerts und das Interesse der Medien; durch das media event wiederum werde in der Bevölkerung die Aufmerksamkeit für Krisen und andere Themen erhöht. Dieselben Autoren sahen die Prominenz der Musiker und ihre Medienmacht allerdings auch kritisch. Tendenziell würden nur noch sie als legitime Wortführer in einer humanitären Krise wahrgenommen werden, während Nichtregierungsorganisationen im Schatten stünden. Ein Effekt dieses Geldofism – benannt nach einem der Organisatoren des Live Aid, Bob Geldof – bestehe zudem darin, dass sich durch die Sichtbarkeit in den Medien das Image der Musiker positiv verändere. In vielen Fällen führt diese starke Präsenz dazu, dass die Ausübenden einer Benefizveranstaltung gleichzeitig auch zu deren Hauptprofiteuren werden – wie schon an den Theatern im England der Restaurationszeit.